# Thomas McGrath (poeta)
Thomas Matthew McGrath, (Sheldon, 20 de noviembre de 1916–Mineápolis, 20 de septiembre de 1990) fue un poeta y guionista de documentales estadounidense.
McGrath se crio en una granja de Ransom County, Dakota del Norte. Se licenció en Letras (B.A.) por la Universidad de Dakota del Norte en Grand Forks. Durante la Segunda Guerra Mundial prestó servicio en las Fuerzas Aéreas del Ejército de los Estados Unidos y destinado a las Islas Aleutianas. Ganó una beca Rhodes para estudiar en Oxford. McGrath también cursó estudios de posgrado en la Universidad Estatal de Luisiana de Baton Rouge. Dio clases en el Colby College de Maine y en Los Angeles State College, del cual fue despedido tras ser llamado a declarar ante el Comité de Actividades Antiestadounidenses en 1953. Posteriormente ejerció la docencia en la Universidad Estatal de Dakota del Norte y en la Universidad Estatal de Minnesota Moorhead. McGrath se casó en tres ocasiones y tuvo un hijo, Tomasito, al que dedicó gran parte de su obra poética tardía.
McGrath escribió principalmente acerca de su propia vida y sobre temáticas sociales. Su trabajo más conocido, Letter to an Imaginary Friend ("Carta a un amigo imaginario"), fue publicado en fragmentos entre 1957 y 1985 y finalmente como poema completo en 1997 por Copper Canyon Press.

## Obras
- First Manifesto, A. Swallow (Baton Rouge, LA), 1940.
- "The Dialectics of Love", Alan Swallow, editor, Three Young Poets: Thomas McGrath, William Peterson, James Franklin Lewis, Press of James A. Decker (Prairie City, IL), 1942.
- To Walk a Crooked Mile, Swallow Press (New York City), 1947.
- Longshot O'Leary's Garland of Practical Poesie, International Publishers (New York City), 1949.
- Witness to the Times!, edición privada, 1954.
- Figures from a Double World, Alan Swallow (Denver, CO), 1955.
- The gates of ivory, the gates of horn, Mainstream Publishers, 1957 (2nd edition Another Chicago Press, 1987 ISBN 978-0-9614644-2-4)
- Clouds, Melmont Publishers, 1959
- The Beautiful Things, Vanguard Press, 1960
- Letter to an Imaginary Friend, Parte I, Alan Swallow, 1962
  - publicado junto a la Parte II, Swallow Press (Chicago, IL), 1970
  - Partes III y IV, Copper Canyon Press, 1985
  - compilación de las cuatro partes más nuevo material escogido, Copper Canyon Press (Port Townsend, WA), 1997. ISBN 978-1-55659-077-1
- New and Selected Poems, Alan Swallow, 1964.
- The Movie at the End of the World: Collected Poems, Swallow Press, 1972.
- Poems for Little People, [Gloucester], c. 1973.
- Voyages to the Inland Sea #3, Center for Contemporary Poetry, 1973.
- Voices from beyond the Wall, Territorial Press (Moorhead, MN), 1974.
- A Sound of One Hand: Poems, Minnesota Writers Publishing House (St. Peter, MN), 1975.
- Open Songs: Sixty Short Poems, Uzzano (Mount Carroll, IL), 1977. ISBN 978-0-930600-00-6
- Letters to Tomasito, ilustraciones de Randall W. Scholes, Holy Cow! Press (St. Paul, MN), 1977. ISBN 978-0-930100-01-8
- Trinc: Praises II; A Poem, Copper Canyon Press, 1979.
- Waiting for the Angel, Uzzano (Menomonie, WI), 1979. ISBN 9780930600075
- Passages toward the Dark, Copper Canyon Press, 1982. ISBN 978-0-914742-63-0
- Echoes inside the Labyrinth, Thunder's Mouth Press, 1983. ISBN 978-0-938410-13-3
- Longshot O'Leary Counsels Direct Action: Poems, West End Press, 1983. ISBN 978-0-931122-28-6
- Selected Poems, 1938-1988, Copper Canyon Press, 1988. ISBN 978-1-55659-012-2
- This coffin has no handles: a novel, Thunder's Mouth Press, 1988. ISBN 978-0-938410-63-8
- Death Song, edición de Sam Hamill, Copper Canyon Press, 1991. ISBN 9781556590351

### Antologías
- Ian M. Parsons, editor, Poetry for Pleasure, Doubleday (Garden City, NY), 1960.
- Donald Hall, editor, New Poets of England and America, Meridian, 1962.
- Walter Lowenfels, editor, Poets of Today: A New American Anthology, International Publishers, 1964.
- Lucien Stryk, editor, Heartland: Poets of the Midwest, Northern Illinois University Press (DeKalb, IL), 1967.
- Walter Lowenfels, editor, Where Is Vietnam?, Doubleday, 1967.
- Hayden Carruth, editor, The Voice That Is Great Within Us: American Poetry of the Twentieth Century, Bantam Classics, 1970. ISBN 978-0-5532-6263-6
- Morris Sweetkind, editor, Getting into Poetry, Rostan Holbrook Press, 1972.
- David Kherdian, editor, Traveling America, Macmillan (New York City), 1977.
- The Norton Introduction to Literature, 2nd edition, Norton (New York City), 1977.
- Robert Bly, ed. (1980). «A Coal Fire in Winter». News of the Universe (en inglés). San Francisco, CA: Sierra Club. ISBN 978-0-87156-368-2.
- David Ray, editor, From A to Z: 200 Contemporary Poets, Swallow Press, 1981. ISBN 978-0-8040-0370-4
- Cary Nelson, editor, "The Oxford Handbook of Modern and Contemporary American Poetry", Oxford University Press, 2012. ISBN 978-0-1953-9877-9

## Valoración
Lo mejor de todo es que Letter to an Imaginary Friend se chupa los dedos y eructa en la mesa. No se muestra educado--y va a mejor cuando McGrath pasa de un populismo vitriólico al que quizá sea su talento más sólido: aquel que confiere alabanza--gracia, equidad--sobre la gente común, los indomables, los inconsolables, aquellos a los que McGrath escogió acercarse y cantar junto a ellos y para quienes "el mundo es demasiado pero no lo suficiente para con nosotros".